# 3 (группа)
3 — американская прогрессивная рок-группа из города Вудсток, основанная в начале 1990-х. Группа состоит из трёх участников: гитарист и вокалист Джои Эппард, Джордж Эппард на барабанах и Кристофер Джон Биттнер на бас-гитаре. Джои Эппард также участвует в сольном проекте, и выпустил в 2002 году соло альбом Been to the Future.

## Состав
- Джои Эппард — вокал, акустическая и электрогитара
- Билли Рикер — гитара, эффекты
- Даниель Гримсланд — басы
- Криг Гартман — барабаны и бэк-вокал
- Джо Стот — перкуссия, клавишные

## Дискография
- Paint by Number (1999)
- Half Life (альбом)|Half Life (2001)
- Summer Camp Nightmare (2003)
- Wake Pig (2004)
- Revisions (2009)
- The Ghost You Gave to Me (2011)